# Per Planhammar
Per Ernst Planhammar, född 26 januari 1965 i Hörnefors församling i Västerbottens län, är en svensk författare, översättare, litteraturkritiker och krönikör. Han är uppvuxen i Lindome utanför Göteborg.
Planhammar debuterade 1989 med Gryningshuset. I Efter honom – syndafloden skildrar han Jack Kerouacs sista fyra år i livet. Under 1990-talet ingick han tillsammans med Kennet Klemets och Petter Lindgren i gruppen Wunderbaum. 

## Priser och utmärkelser
- 2000 – Göteborgs Stads författarstipendium
- 2012 – Göteborgs Stads författarstipendium